# Intendente provincial de Chile

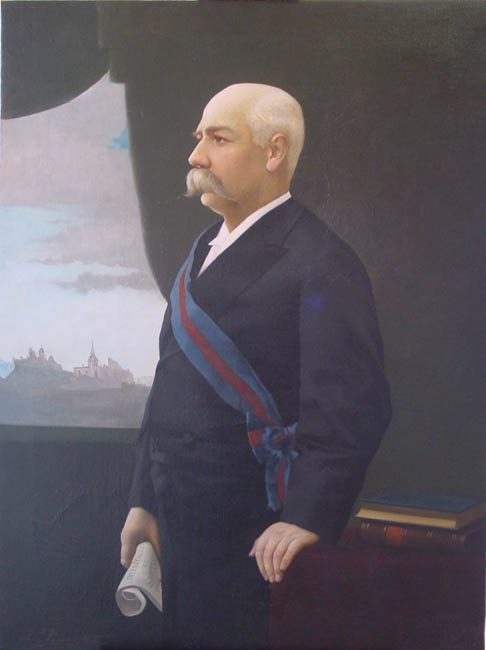
Retrato de Benjamín Vicuña Mackenna como Intendente de Santiago (1872-1875).

El Intendente provincial de Chile fue una autoridad en que residió el gobierno de las provincias chilenas, hasta el proceso de regionalización del país, efectuado entre 1974 y 1976.
Este cargo fue contemplado por las Constituciones Políticas de 1828, 1833 y 1925.

## Funciones y atribuciones

### Constitución de 1828
La Constitución de 1828 disponía que el gobierno y administración interior de las provincias se ejercería en cada una por la Asamblea Provincial y por el Intendente. 
Los Intendentes eran nombrados por el presidente de la República, eligiéndolo de una  terna, formada por la cada una de las Asambleas Provinciales, elegidas popularmente. Duraban 3 años y no podían ser reelegidos, sino mediando el tiempo antes señalado entre la primera y segunda elección.

### Constitución de 1833
La Constitución de 1833 establecía que el gobierno superior de cada provincia, en todos los ramos de la administración, residiría en un Intendente, quien lo ejercería con arreglo a las leyes y a las órdenes e instrucciones del presidente de la República, de quien era agente natural e inmediato. Era nombrado por el presidente, duraba 3 años, pero podía repetirse su nombramiento indefinidamente.
Era también gobernador del departamento en cuya capital residía. Además, proponía los gobernadores departamentales, que eran nombrados por el presidente de la República, y podía removerlos con aprobación del presidente.

### Constitución de 1925
La Constitución de 1925 disponía que el gobierno superior de cada provincia residía en un Intendente, quien lo ejercería con arreglo a las leyes y a las órdenes e instrucciones del presidente de la República, de quien era agente natural e inmediato. Duraba 3 años en sus funciones y era nombrado por el presidente, a su entera voluntad.
El Intendente, dentro de la provincia de su mando, como representante del presidente de la República, tenía la fiscalización de todas las obras y los servicios públicos del territorio provincial. Era también gobernador del departamento en cuya capital residía.
Además, proponía los gobernadores departamentales, que eran nombrados por el presidente de la República, y podía removerlos con aprobación del presidente.
De la misma forma, la administración de cada provincia residía en el Intendente, quien estaría asesorado, en la forma que determinara la ley, por una Asamblea Provincial, de la cual sería su presidente.